# Ian Grojnowski
Ian Grojnowski é um matemático australiano. Trabalha com teoria de representação geométrica e geometria algébrica.
Obteve um doutorado em 1992 no Instituto de Tecnologia de Massachusetts, orientado por George Lusztig, com a tese Character sheaves on symmetric spaces. É professor da Universidade de Cambridge.
Em 2004 recebeu o primeiro Prêmio Fröhlich.